# Welden
Welden ist ein Markt im schwäbischen Landkreis Augsburg in Bayern und der Sitz der Verwaltungsgemeinschaft Welden.

## Geographie
Welden ist Zentrum des Holzwinkels im Naturpark Augsburg-Westliche Wälder.
Welden und Ehgatten liegen in einem Talkessel der Laugna, einem Zufluss der Zusam. Reutern liegt auf einer Anhöhe zwischen Zusam- und Laugnatal.
Die Gemeinde hat 3 Gemeindeteile (in Klammern ist der Siedlungstyp angegeben):
- Ehgatten (Einöde)
- Reutern (Kirchdorf)
- Welden (Hauptort)

## Geschichte

### Bis zum 19. Jahrhundert
Der Ortsname von Welden bedeutet „Siedlung am Walde“. Angelegt wurde der Ort als Rodungssiedlung schon Ende des 9. Jahrhunderts, als das Tal der Laugna von Norden her berodet und besiedelt wurde. Die erste urkundliche Erwähnung des Ortes fand im Jahre 1156 statt. Welden war der Stammsitz des ritterlichen Geschlechts der Herren von Welden, die Lehnsnehmer der Markgrafen von Burgau waren. Es wurde 1402 zum Markt erhoben. Die Fugger erwarben 1597 die Herrschaft in Welden, die bis zum Aussterben der Linie Fugger-Wellenburg 1764 in ihren Händen blieb. Sodann war der Ort für ein paar Jahrzehnte Teil Österreichs (Pflegamt Welden), bevor er 1806 an das Königreich Bayern kam.

### 20. Jahrhundert
Seit 5. Dezember 1903 war Welden Endpunkt einer Bahnstrecke von Augsburg, die bis 1986 im Personen- und Güterverkehr betrieben wurde. Heute befindet sich ein Radweg auf der Bahntrasse.
1862 bis 1929 gehörte Welden zum Bezirksamt Zusmarshausen und ab 1929 zum Bezirksamt Augsburg, das ab 1939 dann als Landkreis Augsburg bezeichnet wurde.
Von 1937 bis 1940 wurde unter dem Tarnnamen „Z-Hiag“ auf 40 ha Waldgelände eine Produktionsanlage zur Herstellung von Sprengstoffvorprodukten gebaut. Betreiber war die Paraxol GmbH, Frankfurt, eine Tochtergesellschaft der Deutschen Gold- und Silberscheideanstalt (Degussa). Hergestellt wurden Pentaerythrit und Methanolsprengstoffprodukte. 1944 wurde die Produktion auf Raketentreibstoff umgestellt. Nach dem Krieg wurden die Bunker gesprengt. Das Gelände wurde von der Bundeswehr als Depot genutzt.

### Eingemeindungen
Im Zuge der Gemeindegebietsreform wurde am 1. Mai 1978 die Gemeinde Reutern nach Welden eingemeindet. Ebenso kam der Weiler Ehgatten, der zur Gemeinde Streitheim (die heute im Markt Zusmarshausen liegt) gehörte, zum Markt Welden. Schulisch und pfarrlich gehörte Ehgatten schon vor 1978 zum Markt Welden. Im Jahre 2002 wurde zum 600-jährigen Jubiläum der Markterhebung von der gesamten Dorfgemeinschaft ein großes historisches Fest gefeiert.

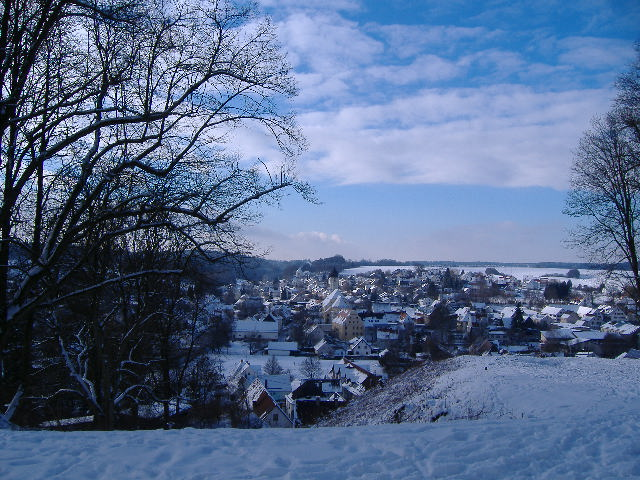
Blick vom Theklaberg auf das winterliche Welden

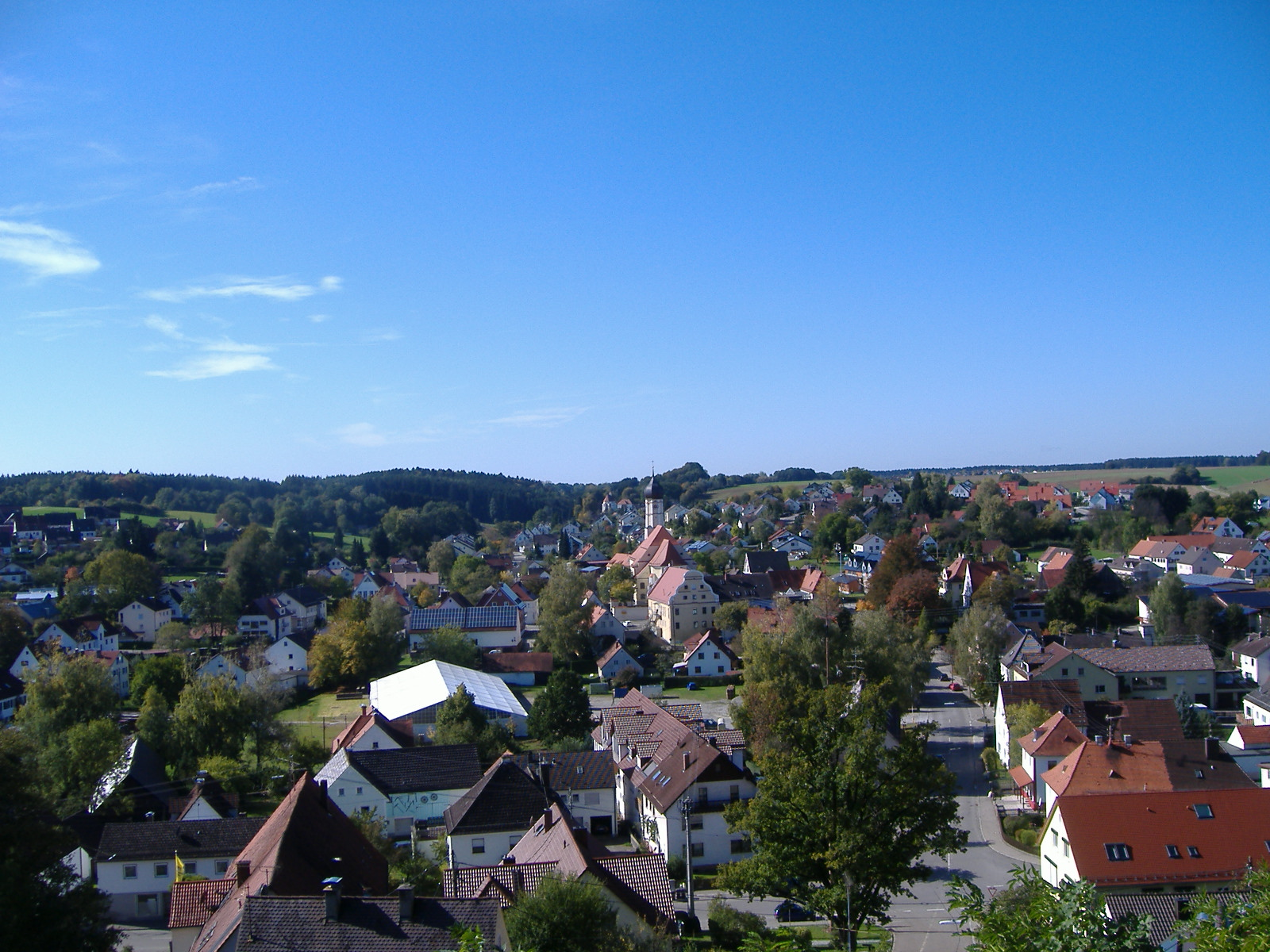
Blick vom Theklaberg auf Welden

### Einwohnerentwicklung
Zwischen 1988 und 2018 wuchs der Markt von 2994 auf 3808 um 814 Einwohner bzw. um 27,2 %.

## Politik

### Bürgermeister
Bürgermeister seit der Gemeindereform 1978:
| Wahljahr | Bürgermeister   | Wahlvorschlag |
| 2020     | Stefan Scheider | FWV/WiR       |
| 2014     | Peter Bergmeir  | SPD/FWV       |
| 2008     | Peter Bergmeir  | SPD/FWV       |
| 2002     | Peter Bergmeir  | SPD/FWV       |
| 1996     | Peter Bergmeir  | SPD           |
| 1990     | Peter Bergmeir  | SPD           |
| 1984     | Hermann Schmid  | CSU           |
| 1978     | Hermann Schmid  | CSU/SPD       |

Zweiter Bürgermeister ist seit Mai 2020 Günter Lewentat (Bürgergemeinschaft Welden-Reutern/BGM). Sein Vorgänger war von 2002 bis 2020 Gerhard Groß (FWV).

Dritte Bürgermeisterin ist seit Mai 2020 Jasmin A. Berchtold (CSU). Ihre Vorgänger waren Günter Lewentat (BGM) von 2014 bis 2020 und Markus Hodapp (CSU) von 2008 bis 2014.

### Gemeinderat
Gemeinderatswahlen seit der Gemeindereform 1978:
Stand nach der jeweiligen Wahl.
| Wahljahr | SPD | CSU | Bürgergemeinschaft Welden/Reutern (BGM) | FWV Welden/Reutern | REP | Liste WiR – Für Welden und Reutern | Heimat und Umwelt/ÖDP | AfD | Gesamt |
| 2020     | -   | 5   | 4                                       | 3                  | -   | 2                                  | 1                     | 1   | 16     |
| 2014     | 5   | 4   | 4                                       | 3                  | -   | -                                  | -                     | -   | 16     |
| 2008     | 4   | 5   | 4                                       | 3                  | -   | -                                  | -                     | -   | 16     |
| 2002     | 5   | 4   | 4                                       | 3                  | -   | -                                  | -                     | -   | 16     |
| 1996     | 4   | 4   | 5                                       | 3                  | -   | -                                  | -                     | -   | 16     |
| 1990     | 4   | 6   | 3                                       | 2                  | 1   | -                                  | -                     | -   | 16     |
| 1984     | 3   | 5   | 3                                       | 3                  | -   | -                                  | -                     | -   | 14     |
| 1978     | 2   | 6   | 2                                       | 4                  | -   | -                                  | -                     | -   | 14     |

### Wappen
|  | Blasonierung: „In Gold auf grünem Hügel zwischen zwei grünen Tannen eine silberne Turmruine.“ |
|  |                                                                                               |

### Partnergemeinden
- Nové Strašecí, Tschechien

## Kultur und Sehenswürdigkeiten

### Baudenkmäler
- katholische Pfarrkirche Mariae Verkündigung mit Fresken (Frühwerke) Matthäus Günthers
- Votivkirche St. Thekla neben dem Burgstall, seit 1931 Klosterkirche der Karmelitinnen
- spätgotische Friedhofskapelle zu den Vierzehn Nothelfern
- ehemaliges „Unteres Schloss“ (Bäckerwirt) neben der Pfarrkirche
- Kloster Welden

### Naturdenkmal
- Ganghofer-Allee

### Bodendenkmäler
- frühmittelalterlicher Ringwall Schneeburg
- hochmittelalterlicher Burgstall Welden auf dem Theklaberg

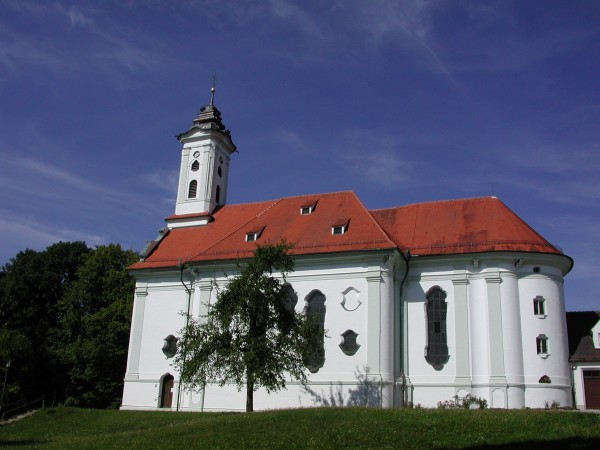
Votivkirche St. Thekla
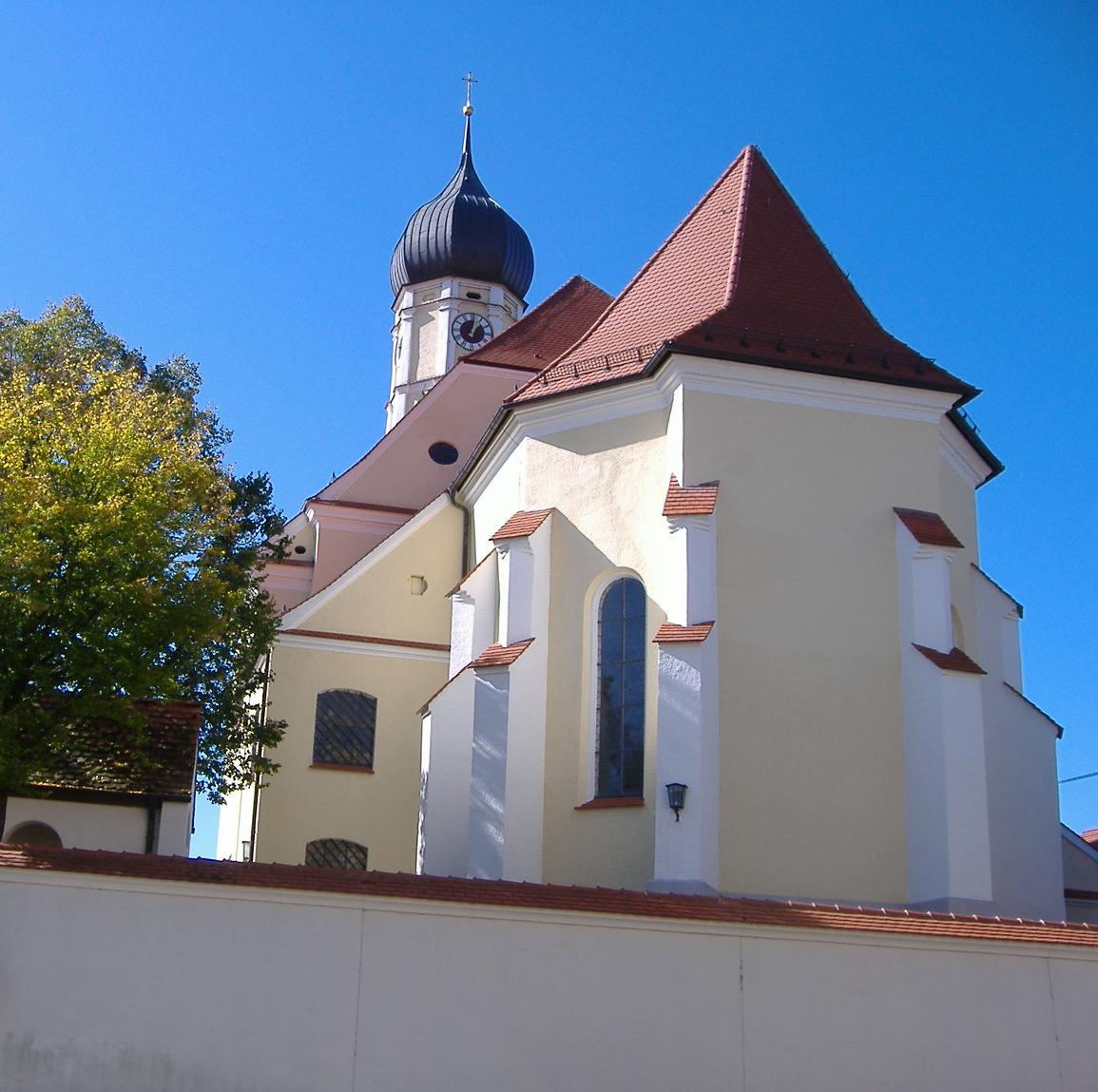
Pfarrkirche Mariae Verkündigung
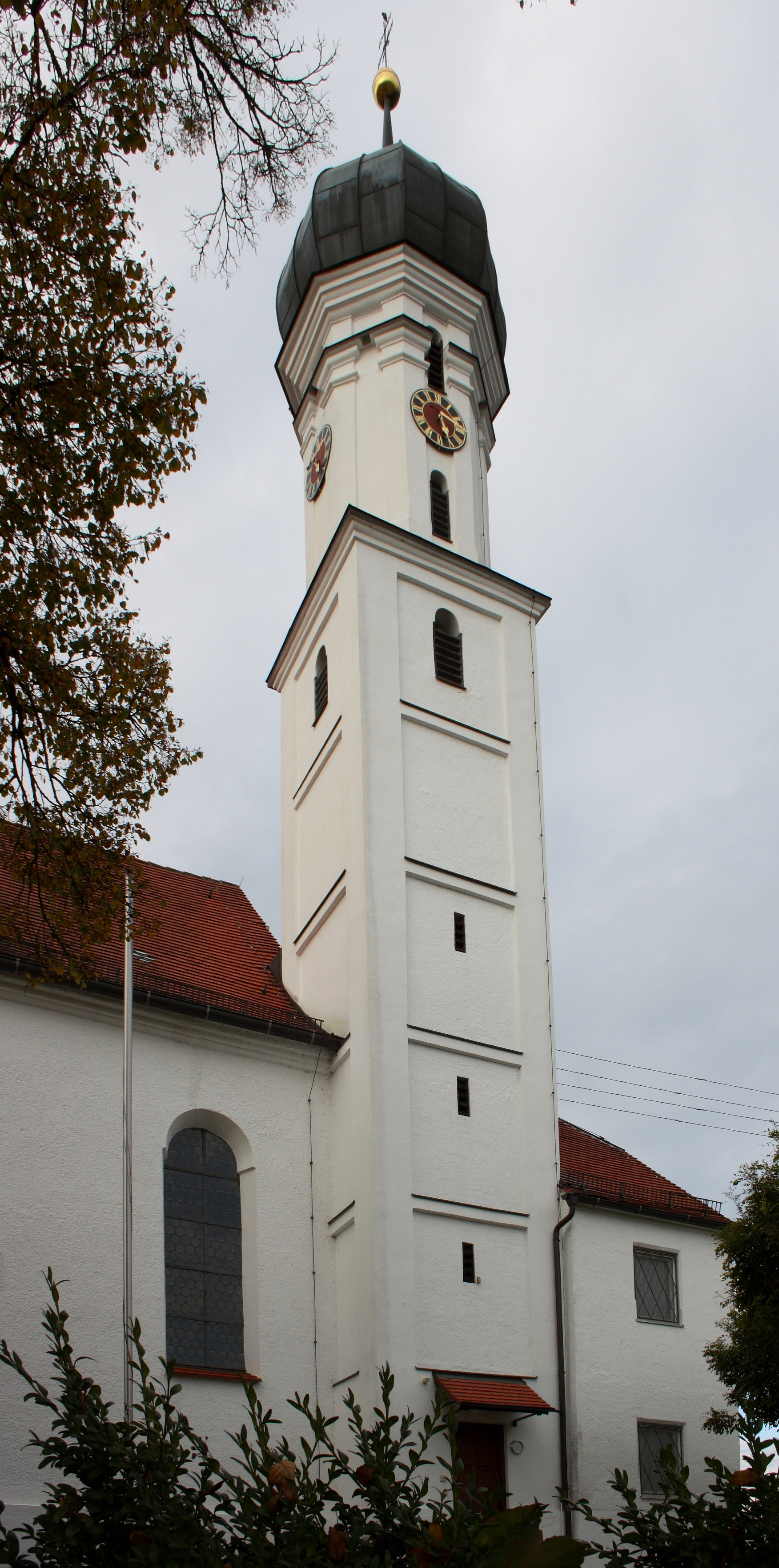
Pfarrkirche St. Leonhard in Reutern
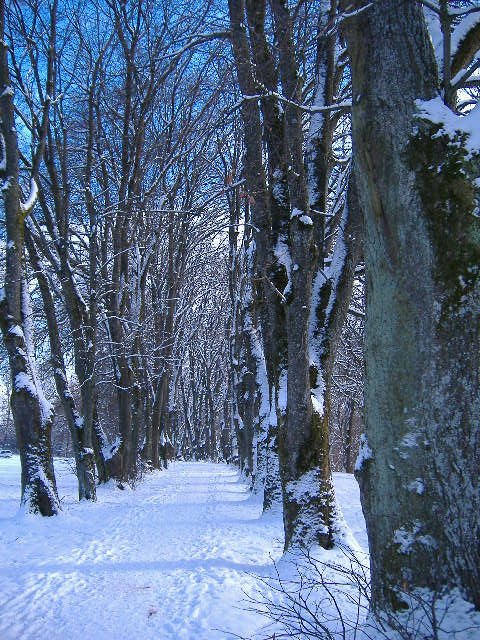
Ganghofer-Allee auf dem Theklaberg im Winter

## Persönlichkeiten
- Joseph Maria Graf Fugger von Wellenburg (1714–1764), Grundherr, stiftete 1756 die Votivkirche St. Thekla in Welden.
- Ludwig Ganghofer (1855–1920), Schriftsteller, verbrachte von 1859 bis 1865 den größten Teil seiner Kindheit in Welden.